# José Bernardo Iturraspe
José Bernardo Iturraspe (Santa Fe, 30 de julio de 1847 - Buenos Aires, 25 de abril de 1906) fue un político y empresario colonizador; fundó numerosas colonias en la región occidental de Santa Fe y al este de la provincia de Córdoba, entre las que destaca la ciudad de San Francisco, cabecera del departamento San Justo.
Fueron sus padres don José Iturraspe y doña Carmen Freyre.  José Bernardo fue el octavo de 13 hijos, entre los que se cuentan Dolores Iturraspe Freyre, Manuela, Carmen, Vicenta, Deidamia y Mercedes; Juan Luis, José, Francisco Bernardo, Demetrio, Ventura e Ignacio.
Tras cursar sus estudios, el joven José B. Iturraspe se dedicó a las empresas de su padre, vinculadas a la actividad agrícola en la zona santafesina. Se encontraba en la administración de un molino harinero de su familia cuando en 1883, adquirieron las tierras que, en la provincia de Córdoba, contituirían en uno de los basamentos de la colonización. 
En la faz política Iturraspe llegó a la gobernación de la provincia de Santa Fe en 1898 tras la gestión de Luciano Leiva, continuando la hegemonía del Partido Autonomista Nacional (PAN) que encabezaba a nivel nacional Julio Argentino Roca. Su gestión se destacó por las iniciativas progresistas que caracterizaron su vida. 
En una de las biografías de Iturraspe se destaca que este "es el tipo soñado por Alberdi, del hombre formado para combatir el más grande y difícil de los enemigos de nuestro progreso –el desierto–, es decir, la barbarie, el atraso material, la naturaleza bruta y primitiva de nuestro inmenso territorio".
Iturraspe falleció en Buenos Aires (Argentina) el 25 de abril de 1906, a los 58 años de edad. Sus restos fueron inhumados en una parroquia de San Francisco (de la cual fue fundador en 1886) el 26 de abril de 1910. Desde 1969 sus restos están depositados al pie del monumento que perpetúa su memoria en la plaza Vélez Sarsfield de esa ciudad del Este de Córdoba, obra del escultor Miguel Pablo Borgarello.